# 堀部政男
堀部 政男（ほりべ まさお、1936年5月23日 - ）は、日本の法学者。専門は英米法、メディア法、情報法。一橋大学名誉教授。元個人情報保護委員会委員長。一橋大学博士（法学）。東京大学大学院で伊藤正己に学び、日本における情報法学の礎を築く。

## 経歴
1936年栃木県出身。1960年埼玉大学文理学部卒業。東京大学大学院修士課程修了を経て、1962年東京大学大学院社会科学研究科基礎法学博士課程退学。1996年一橋大学博士（法学）（学位論文「アクセス権」）。
1962年東京大学社会科学研究所助手、1966年一橋大学法学部講師、1970年同助教授、1978年同教授、1994年から1996年まで一橋大学法学部長・法学研究科長を歴任。1997年一橋大学名誉教授。1997年4月から中央大学法学部教授となり、2004年から2007年まで中央大学法科大学院教授。
1982年には一橋出身の長洲一二神奈川県知事の下、全国に先駆け情報公開条例の策定にあたった。2014年から国の特定個人情報保護委員会委員長。2018年12月31日、個人情報保護委員会委員長を退任。2019年一般社団法人日本DPO協会 代表理事。2020年一般社団法人ソーシャルメディア利用環境整備機構顧問。
この間日本学術会議会員、シェフィールド大学客員教授、財団法人情報通信学会会長、日米法学会評議員、セキュリティマネジメント学会副会長、比較法学会理事長、法とコンピューター学会理事長、日本放送協会経営委員会委員長職務代行者、社団法人日本クレジット協会会長、OECD情報セキュリティ・プライバシー作業部会副議長、財団法人金融情報システムセンター評議員、通信・放送機構運営評議員、物価安定政策会議委員、高度情報通信社会推進本部個人情報保護検討部会座長・電子商取引等検討部会委員、神奈川県公文書公開審査会会長・情報公開審査会会長・個人情報保護審議会副会長、東京都情報公開・個人情報保護審議会会長・個人情報保護委員会委員長代理、割賦販売審議会委員、科学技術会議専門委員等も歴任。
育成した研究者にジョン・ミドルトン（一橋大学教授）、白田秀彰（法政大学准教授）、鈴木正朝（新潟大学教授）等。他に髙橋和夫（東急社長）なども堀部ゼミ出身。
2022年、瑞宝重光章受章。

## 人物
日本の情報公開法制、個人情報保護法制の制定に尽力。名実ともに情報法学の確立に尽くし多くの情報法学者を育てた。

## 著書

### 単著
- 『現代のプライバシー』（岩波新書）
- 『アクセス権とは何か マス・メディアと言論の自由』（岩波新書）
- 『アクセス権』（東京大学出版会）
- 『情報化時代と法』（日本放送出版協会）
- 『情報公開制度I・II』（東京都議会議会局）
- 『プライバシーと高度情報化社会』（岩波新書）

### 共編
- 伊藤正己・堀部政男編『別冊ジュリスト21(2) マスコミ判例百選（第二版）』（有斐閣、1985年）

## 翻訳
- 『アクセス権 ―誰のための言論の自由か』（共訳）（日本評論社）
- 『情報犯罪 ―コンピューター社会のバルネラビリティ』（共訳）（啓学出版）

## 論文

### 単著
- 「書評 林紘一郎・著『情報メディア法』」（『法学セミナー』607、2005年）
- 「情報公開法・個人情報保護法の提唱と実現」（『法律時報』75(11)、2003年）
- 「個人情報保護法制化の背景と課題」（『法律のひろば』54(2)、2001年）
- 「日本における個人情報保護のあり方」（『ジュリスト』1190、2000年）
- 「電子商取引とプライバシー」（『ジュリスト』1183、2000年）
- 「住民基本台帳法の改正と個人情報保護」（『ジュリスト』1168、1999年）
- 「情報公開法制定の意義と今後の課題」（『ジュリスト』1156、1999年）
- 「オーストラリアの個人信用情報法」（『ジュリスト』1144、1998年）
- 「個人情報保護論の現在と将来」（『ジュリスト』1144、1998年）
- 「自治体の課題―何をどうしたら望ましい制度になるのか」（『法学セミナー』522、1998年）
- 「アメリカの発信者識別情報通知とプライバシー保護」（『ジュリスト』1100、1996年）
- 「情報公開法要綱案（中間報告）の背景と情報公開条例との比較」（『ジュリスト』1093、1996年）
- 「住民基本台帳番号制と社会的条件整備」（『ジュリスト』1069、1995年）
- 「ノンフィクション作品と前科等にかかわる事実の公表」（『ジュリスト』1053、1994年）
- 「討論から（情報化の進展と近代法への挑戦1＜シンポジウム＞）」（『ジュリスト』1042、1994年）
- 「イギリス・アメリカの名誉・プライバシー論」（『ジュリスト』1038、1994年）
- 「情報公開制度・個人情報保護制度の回顧と展望」（『ジュリスト増刊』、1994年）
- 「交際費最高裁判決の概要と相手方識別性論」（『法律のひろば』47(5)、1994年）
- 「情報化とプライバシー」（『ジュリスト』1000、1992年）
- 「迷惑電話をめぐる法的課題（上）」（『ジュリスト』997、1992年）
- 「迷惑電話をめぐる法的課題（下）」（『ジュリスト』998、1992年）
- 「イギリスのマスメディア・プライバシー保護強化論―カルカット報告書の概要と影響」（『ジュリスト』964、1990年）
- 「イギリスにおけるマスメディアをめぐる法と倫理」（『ジュリスト』959、1990年）
- 「ヨーロッパの現代個人情報保護論」（『ジュリスト』946、1989年）
- 「情報化社会への法的対応」（『法律時報」61(9)、1989年）
- 「情報化のなかの消費者保護」（『法律時報』60(8)、1988年）
- 「情報化社会における個人情報の保護」（『法律のひろば』41(3)、1988年）
- 「個人情報保護法の可能性と地方自治体の課題」（『法律時報』59(7)、1987年）
- 「クレジットカードと個人情報」（『ジュリスト』893、1987年）
- 「イギリスの個人情報保護法―1984年データ保護法の運用状況を中心として」（ジュリスト』879、1987年）
- 「報道の自由とプライバシー」（『法律のひろば』39(5)、1986年）
- 「自治体情報政策」（『法学セミナー』増刊34、1986年）
- 「情報公開とプライバシー保護（再論）―情報公開東京高裁判決と情報関係条例総合化の試み（国立市）を中心として」（『法律時報』57(3)、1985年）
- 「イギリスにおける犯罪報道と人権」（『法律のひろば』38(5)、1985年）
- 「情報公開とプライバシー保護（上）」（『法律時報』56(9)、1984年）
- 「情報公開とプライバシー保護（中）」（『法律時報』56(10)、1984年）
- 「情報公開とプライバシー保護（下）」（『法律時報』56(11)、1984年）
- 「近未来社会と法律学―ニューメディアと市民の権利」（『法律時報』56(1)、1984年）
- 「プライバシーとニューメディア」（『法学セミナー』359、1984年）
- 「スタートした神奈川県・埼玉県情報公開制度」（『法律時報』55(8)、1983年）
- 「行政情報公開とプライバシー」（『ジュリスト』791、1983年）
- 「国際情報流通と日本」（『ジュリスト』781、1983年）
- 「地方自治体における新しいプライバシー保護の必要性」（『ジュリスト』775、1982年）
- 「イギリスにおける最近のプライバシー保護論」（『ジュリスト』760、1982年）
- 「情報法」（『ジュリスト』756、1982年）
- 「名誉・プライバシー保護の新課題」（『法律のひろば』35(1)、1982年）
- 「名誉・プライバシーと弁護士」（『法学セミナー』増刊20、1982年）
- 「情報公開へのみち―地方自治体の検討動向」（『法学セミナー』増刊19、1982年）
- 「地方自治と情報公開」（『法学セミナー』増刊19、1982
- 「法と市民感覚―ロンドン滞在雑記」（『法学セミナー』327、1982
- 「「北方ジャーナル事件」と司法的事前抑制」（『ジュリスト』753、1981
- 「医療情報とプライバシー」（『ジュリスト』742、1981年）
- 「アメリカの連邦情報自由法―その運用状況と評価」（『ジュリスト』742、1981年）
- 「アメリカにおける行政改革の一側面―行政へのFOIAのインパクトを中心として」（『法律時報』53(4)、1981年）
- 「青少年条例の運用実態調査にみる問題点」（『法律時報』増刊号、1981年）
- 「図書館の自由と知る権利」（『法律時報』52(11)、1980年）
- 「現行法の公開性と情報公開法の理念」（『法律時報』52(4)、1980年）
- 「アメリカの行政手続法―情報公開条項の制定と展開」（『法律時報』52(2)、1980年）
- 「報道の自由と裁判」（『ジュリスト』717、1980年）
- 「情報アクセス権のメリットとデメリット―情報公開法論の発展のために」（『ジュリスト』711、1980年）
- 「情報化時代のプライバシー保護」（『ジュリスト』707、1980年）
- 「記者の証言拒絶権―札幌地裁決定をめぐって」（『ジュリスト』697、1979年）
- 「地方公共団体の消費者情報提供と名誉毀損（上）」（『ジュリスト』694、1979年）
- 「地方公共団体の消費者情報提供と名誉毀損（下）」（『ジュリスト』695、1979年）
- 「マス・メディアと子ども」（『ジュリスト』687、1979年）
- 「伊藤正己著『イギリス法研究』」（『法律時報』51(9)、1979年）
- 「イギリスのバリスター自治」（『法律時報』51(3)、1979年）
- 「英米の法律家―人とその思想(25) アルバート・ヴェン・ダイシィ(3)」（『法学セミナー』289、1979年）
- 「英米の法律家―人とその思想(24) アルバート・ヴェン・ダイシィ(2)」（『法学セミナー』288、1979年）
- 「英米の法律家―人とその思想(23) アルバート・ヴェン・ダイシィ(1)」（『法学セミナー』287、1979年）
- 「青少年条例」（『法学セミナー』増刊8、1979年）
- 「コンピュータとプライバシー」（『ジュリスト』658、1978年）
- 「放送とアクセス権」（『法律時報』50(10)、1978年）
- 「青少年条例―雑誌自販機規制と表現の自由」（『法律時報』50(1)、1978年）
- 「英米の法律家―人とその思想(22) サー・ジェイムズ・フィッツジェイムズスティーヴン」（『法学セミナー』283、1978年）
- 「英米の法律家―人とその思想(21) サー・ヘンリィ・ジェイムズ・サムナー・メイン(4)」（『法学セミナー』,282、1978年）
- 「英米の法律家―人とその思想(20) サー・ヘンリィ・ジェイムズ・サムナー・メイン(3)」（『法学セミナー』281、1978年）
- 「英米の法律家―人とその思想(19) サー・ヘンリィ・ジェイムズ・サムナー・メイン(2)」（『法学セミナー』280、1978
- 「英米の法律家―人とその思想(18) サー・ヘンリィ・ジェイムズ・サムナー・メイン(1)」（『法学セミナー』279、1978年）
- 「英米の法律家―人とその思想(17) ジョン・オースティン(3)」（『法学セミナー』278、1978年）
- 「英米の法律家―人とその思想(16) ジョン・オースティン(2)」（『法学セミナー』277、1978年）
- 「英米の法律家―人とその思想(15) ジョン・オースティン(1)」（『法学セミナー』276、1978年）
- 「英米の法律家―人とその思想(14) ヘンリー・ジョン・スティーヴン」（『法学セミナー』275、1978年）
- 「英米の法律家―人とその思想(13) キャンベル卿(3)」（『法学セミナー』274、1978年）
- 「英米の法律家―人とその思想(12) キャンベル卿(2)」（『法学セミナー』273、1977年）
- 「英米の法律家―人とその思想(11) キャンベル卿(1)」（『法学セミナー』272、1977年）
- 「英米の法律家―人とその思想(10) ブルーム卿(2)」（『法学セミナー』271、1977年）
- 「英米の法律家―人とその思想(9) ブルーム卿(1)」（『法学セミナー』270、1977年）
- 「英米の法律家―人とその思想(8) サー・サミュエル・ロミリィ(2)」（『法学セミナー』269、1977年）
- 「英米の法律家―人とその思想(7) サー・サミュエル・ロミリィ(1)」（『法学セミナー』268、1977年）
- 「英米の法律家―人とその思想(6) エルドン卿(3)」（『法学セミナー』267、1977年）
- 「英米の法律家―人とその思想(5) エルドン卿(2)」（『法学セミナー』266、1977年）
- 「英米の法律家―人とその思想(4) エルドン卿(1)」（『法学セミナー』265、1977年）
- 「英米の法律家―人とその思想(3) サー・ウィリアム・ブラックスタン アダム・スミス ジェレミィ・ベンサム エルドン卿」（『法学セミナー』264、1977年）
- 「英米の法律家―人とその思想(2) ジョン・ロック サー・ジョン・ホウルト ハードウィック卿 マンスフィールド卿」（『法学セミナー』263、1977年）
- 「英米の法律家―人とその思想(1) サー・エドワード・クック ジョン・セルデン トーマス・ホッブズ サー・マッシュウ・ヘイル ノッティンガム卿」（『法学セミナー』262、1977年）
- 「名誉・プライバシー問題の現段階」（『ジュリスト』653、1977年）
- 「プライヴァシー」（『法律時報』49(7)、1977年）
- 「イギリスの都市計画法制を語る」（『ジュリスト』620、1976年）
- 「アメリカの「情報の自由に関する法律」」（『ジュリスト』611、1976年）
- 「アメリカの国政調査権」（『ジュリスト』610、1976年）
- 「ロッキード事件と国民の知る権利―アメリカの情報公開法活用の具体的提案」（『法律時報』48(6)、1976年）
- 「基本的人権―表現の自由を中心として」（『ジュリスト』600、1975年）
- 「イギリスにおける行政とプライバシー」（『ジュリスト』589、1975年）
- 「アメリカにおける行政とプライバシー」（『ジュリスト』589、1975年）
- 「アーサー・R・ミラー著・片方善治・饗庭忠男監訳『情報とプライバシー』」（『法律時報』47(2)、1975年）
- 「アクセス権論」（『ジュリスト』573、1974年）
- 「イギリス報道の自由と国家秘密」（『ジュリスト』507、1972年）
- 「イギリスの労使関係裁判所―その構成と事件処理の状況」（『法律時報』44(12)、1972年）
- 「報告 国民の「知る権利」―「知る権利」の法的構造」（『法律時報』44(7)、1972年）
- 「イギリスにおける裁判官の身分保証―その歴史的考察」（『法律時報』44(3)、1972年）
- 「ストックホルム環境会議―現地からの報告」（『法学セミナー』201、1972年）
- 「秘密文書報道事件と連邦最高裁の裁判官(10)」（『法学セミナー』198、1972年）
- 「秘密文書報道事件と連邦最高裁の裁判官(9)」（『法学セミナー』197、1972年）
- 「秘密文書報道事件と連邦最高裁の裁判官(7)」（『法学セミナー』195、1972年）
- 「秘密文書報道事件と連邦最高裁の裁判官(6)」（『法学セミナー』194、1972年）
- 「秘密文書報道事件と連邦最高裁の裁判官(5)」（『法学セミナー』192、1972年）
- 「秘密文書報道事件と連邦最高裁の裁判官(4)」（『法学セミナー』191、1971年）
- 「秘密文書報道事件と連邦最高裁の裁判官(3)」（『法学セミナー』190、1971年）
- 「秘密文書報道事件と連邦最高裁の裁判官(2)」（『法学セミナー』189、1971年）
- 「秘密文書報道事件と連邦最高裁の裁判官(1)」（『法学セミナー』188、1971年）
- 「エルドン卿(1)」（『法学セミナー』187、1971年）
- 「ジェレミイ・ベンタム(4)」（『法学セミナー』186、1971年）
- 「ジェレミイ・ベンタム(3)」（『法学セミナー』185、1971年）
- 「ジェレミイ・ベンタム(2)」（『法学セミナー』184、1971年）
- 「ジェレミイ・ベンタム(1)」（『法学セミナー』183、1971年）
- 「アダム・スミス(2)」（『法学セミナー』182、1971年）
- 「外国法（1971年学界回顧）」（『法律時報』43(15)、1971年）
- 「ベトナム秘密文書公表事件と裁判所の対応―N.Y.タイムズ事件に関する訴状、判決文（全訳）」（『法律時報』43(11)、1971年）
- 「報道の自由と司法の機能―アメリカにおける秘密文書報道事件をめぐって」『法律時報』43(11)、1971年）
- 「秘密文書報道事件と民事手続」（『法律のひろば』24(10)、1971年）
- 「サー・ウィリアム・ブラックスタン(4)」（『法学セミナー』180、1971年）
- 「サー・ウィリアム・ブラックスタン(3)」（『法学セミナー』178、1970年）
- 「サー・ウィリアム・ブラックスタン(2)」（『法学セミナー』177、1970年）
- 「サー・ウィリアム・ブラックスタン(1)」（『法学セミナー』176、1970年）
- 「マンスフィールド卿(3)」（『法学セミナー』175、1970年）
- 「マンスフィールド卿(2)」（『法学セミナー』174、1970年）
- 「18世紀前半のイギリスの法律家(5)」（『法学セミナー』173、1970年）
- 「18世紀前半のイギリスの法律家(4)」（『法学セミナー』172、1970年）
- 「18世紀前半のイギリスの法律家(3)」（『法学セミナー』171、1970年）
- 「18世紀前半のイギリスの法律家(2)」（『法学セミナー』170、1970年）
- 「18世紀前半のイギリスの法律家(1)」（『法学セミナー』169、1970年）
- 「マスコミと人権」（『ジュリスト』449、1970年）
- 「外国法（1970年学界回顧）」（『法律時報』42(14)、1970年）
- 「17世紀前半のイギリスの法律家(3)」（『法学セミナー』168、1970年）
- 「17世紀前半のイギリスの法律家(2)」（『法学セミナー』167、1970年）
- 「17世紀前半のイギリスの法律家(1)」（『法学セミナー』165、1969年）
- 「サー・エドワード・クック(3)」（『法学セミナー』164、1969年）
- 「サー・エドワード・クック(2)」（『法学セミナー』163、1969年）
- 「サー・エドワード・クック(1)」（『法学セミナー』162、1969年）
- 「外国法（1969年学界回顧）」（『法律時報』41(14)、1969年）
- 「外国法（1967年学界回顧）」（『法律時報』39(14)、1967年）
- 「外国法（1966年学界回顧）」（『法律時報』38(13)、1966年）
- 「外国法（1965年学界回顧）」（『法律時報』37(13)、1965年）
- 「外国法（1964年学界回顧）」（『法律時報』36(13)、1964年）
- 国立情報学研究所収録論文 国立情報学研究所

### 共著
- 小早川光郎、戸波江二、堀部政男「＜鼎談＞情報公開法要綱案をめぐる基本的問題」（『ジュリスト』1107、1997年）
- 堀部政男、植田義昭・中村泰次「「北方ジャーナル」事件最高裁大法廷判決―表現の自由の保障と名誉権の保護の調整」（『法律時報』58(11)、1986年）
- 堀部政男、藤田憲一「重要論文著作案内―表現の自由―この8年の文献紹介」（『法学セミナー』増刊35、1986年）
- 内川芳美原寿雄・堀部政男「マス・メディアの現在とこれから―情報氾濫の中の情報飢餓」（『法学セミナー』増刊35、1986年）
- 堀部政男、入江嘉子「情報公開関係文献目録」（『法学セミナー』増刊19、1982年）
- 堀部政男、鎌田猛「情報公開（重要判例紹介）」（『法学セミナー』増刊19、1982年）
- 兼子仁、堀部政男「情報公開と救済制度―条例でも第三者的不服審査機関の設置は可能」（『法学セミナー』増刊19、1982年）
- 内田剛弘、野村二郎、堀部政男「名誉・プライバシーの新判例」（『ジュリスト』744、1981年）

## 新聞
- 読売新聞1996年2月7日朝刊「わいせつ画像発信者摘発 ―ルール考える時期に― 一橋大学法学部長・堀部政男教授」、
- 読売新聞2006年10月4日朝刊「証言拒絶 最高裁決定 歴史的な司法判断―堀部政男・中央大法科大学院教授（情報法）の話」

## 専門分野
- 英米法
- 言論法
- 情報法
- プライバシー権、アクセス権